# Kim Kyung-ju
Kim Kyung Ju es un poeta y artista coreano.

## Biografía
Kim Kyung Ju nació en Gwangju, provincia de Jeolla del Sur, Corea del Sur en 1976 y estudió Filosofía en la Universidad Sogang. Debutó en 2003 en el Concurso Literario de Primavera de Seoul Shinmun. Empezó como poeta "clásico", pero ahora hace performances de poesía, teatro, musicales y películas independientes. Su primer poemario Soy una estación que no existe en este mundo se publicó en 2006 y vendió más de diez mil ejemplares.

## Obra
A menudo sus poemas tienen un narrador que vaga sin parar en ningún sitio. Como los nómadas, los narradores de sus poemas rechazan instalarse y disfrutan explorando los límites de la libertad. En medio de este viaje, sienten la profunda esencia de la vida.
Kim Kyung-ju trabaja desde diversos ángulos para preservar "lo poético" en un mundo que le da la espalda a la poesía. Busca superar la crisis que sufre la poesía a través de contactos con otros géneros del arte, por eso no solo escribe poesía, sino que está muy interesado en performances y eventos, como exhibiciones y conciertos de libros. Con su activa experiencia en diversas actividades culturales, incluyendo teatro, musicales y películas independientes, además de la literatura, trabaja denodadamente para permitir una comunicación fluida entre los jóvenes poetas y escritores y sus lectores organizando festivales literarios.
Su primer libro Soy una estación que no existe en este mundo está siendo traducido al inglés. Secciones del libro irán apareciendo en importantes publicaciones literarias de Estados Unidos como Boston review, Guernica, Hayden's Ferry Review, Fairy Tale Review, Spork y Asymptote'.

## Obras en coreano (lista parcial)
Poemarios
- Soy una estación que no existe en este mundo (Na-neun i sesang-e eops-neun gyejeol-ida 2006)[2]
- Epitafio (Gidam 2008)

## Premios
- Premio Literario Kim Soo-young (2009)[6]
- Premio al Artista Joven Actual. Sección de literatura (2009)

## Enlaces
- Página de Facebook de Kim Kyung-ju
- Kim Kyung-ju on Twitter

- Datos: Q12602964